# Last Nite
«Last Nite» — песня американской рок-группы The Strokes, выпущенная 23 октября 2001 года в качестве второго сингла с их дебютного альбома Is This It. Сингл достиг 14-го места в британском чарте UK Singles Chart и занимает 155-е место в списке 500 величайших песен всех времён по версии журнала Rolling Stone.

## Участники записи
- Джулиан Касабланкас – вокал
- Ник Валенси – гитара
- Альберт Хэммонд мл. – гитара
- Николай Фрайтур – бас
- Фабрицио Моретти – ударные